# Rue Basse-Wez
La rue Basse-Wez est une artère liégeoise qui va du pont d'Amercœur à la rue du Beau-Mur. Elle se situe principalement dans les quartiers administratifs du Longdoz et d'Amercœur, en rive droite de la Dérivation.

## Histoire
Avec quelques artères telles que la rue Saint-Léonard ou la rue Sainte-Marguerite, la rue Basse-Wez est une voie de communication et d'accès très ancienne de la ville de Liège (pouvant remonter au Xe siècle ou XIe siècle). Elle permettait de quitter Liège vers le sud en direction de Theux, du massif ardennais et de la vieille ville de Trèves.

## Description
Avec une longueur d'environ 825 m, cette rue plate s'éloigne progressivement de la Dérivation en s'orientant plein sud jusqu'à l'ancienne commune de Grivegnée.

## Toponymie
Wez, ancien hameau à l'entrée de Grivegnée dépendant de la paroisse Saint-Remacle, signifie en wallon ancien : une mare ou un abreuvoir issu d'une source et, en vieux français : un passage d'eau se rapprochant sans doute du mot actuel : gué car, jadis, les méandres et les bras secondaires de l'Ourthe coulaient dans ce quartier. Il existe aussi non loin une rue Haute-Wez située sur l'ancien territoire communal de Grivegnée. La rue Basse-Wez était communément appelée « d'vins les Basses » (dans les basses).

## Architecture et patrimoine
- Aux nos 26, 28, 30 et 32, groupe de quatre maisons de style néo-classique de la fin du XVIIIe siècle[1].
- Les numéros 37, 53, 59 et 87, aussi repris à l'inventaire du patrimoine culturel immobilier.
- L'hôpital du Valdor, datant de 1889 dont la façade a été rénovée entre 2005 et 2007.
- La séquence Prévot, une suite de maisons de style art nouveau (plusieurs sgraffites) allant du no 258 au no 270 et se poursuivant dans la rue de la Limite[2].

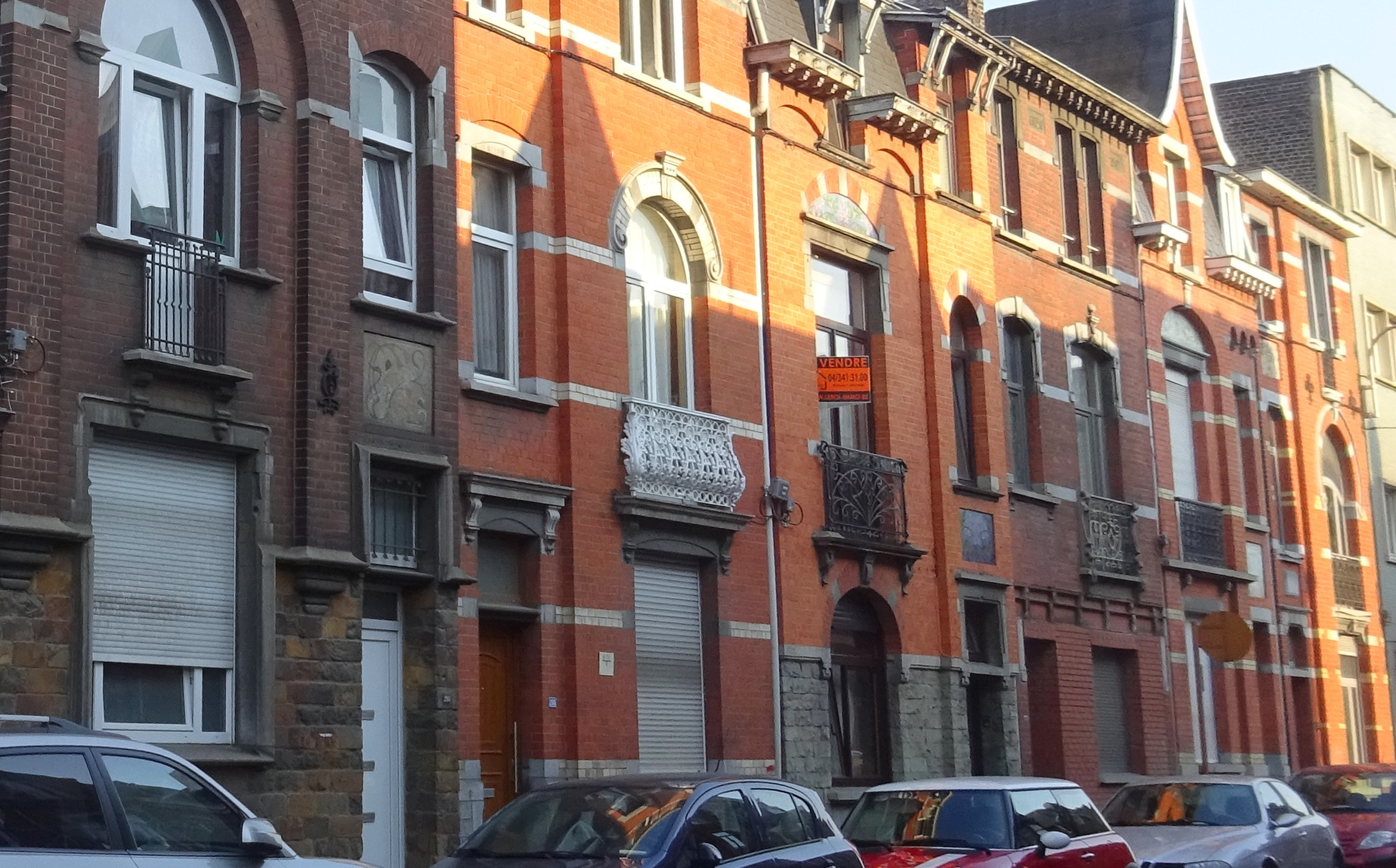
La séquence Prévot

## Rues adjacentes
- Pont d'Amercœur
- Quai Bonaparte
- Quai de Longdoz
- Rue d'Amercœur
- Rue Valdor
- Rue Lairesse
- Rue Saint-Remacle
- Rue des Prébendiers
- Rue des Champs
- Rue de Mulhouse
- Rue Ansiaux
- Impasse Magnée
- Rue de la Limite
- Rue du Beau-Mur

### Source et bibliographie
- Yannik Delairesse et Michel Elsdorf, Le nouveau livre des rues de Liège, Liège, Noir Dessin Production, décembre 2008, 2e éd. (1re éd. 2001), 512 p. (ISBN 978-2-87351-143-2 et 2-87351-143-5, présentation en ligne), page 178
- Marie-L. Goots Bourdouxhe, Les rues de notre quartier